# 秧青
秧青（学名：Dalbergia assamica）为豆科黄檀属下的一个种。